# منطقة مدارس شيري كريك
منطقة مدارس شيري كريك. (بالإنجليزية: Cherry Creek School District)‏ وتعرف أيضا باسم (بالإنجليزية:  Cherry Creek Public Schools)‏ هي منطقة مدارس في كولورادو الولايات المتحدة؛ مقر المنطقة في قرية جرين وود؛ المنطقة تتكون من مدارس ابتدائية وإعداداية وثانوية؛ تم إنشاء هذه المنطقة عام 1950؛ المنطقة التعليمية تخدم قرية جرين وود وقرية تشيري هيلز وسينتينيال وفوكس فيلد وجليندال.

## وصلات خارجية
- منطقة مدارس شيري كريك (بالإنجليزية)
  - Arabic Introduction Letter (بالعربية)